# Temenis laothoe
Temenis laothoe är en fjärilsart som beskrevs av Pieter Cramer 1779. Temenis laothoe ingår i släktet Temenis och familjen praktfjärilar. Inga underarter finns listade i Catalogue of Life.

## Bildgalleri

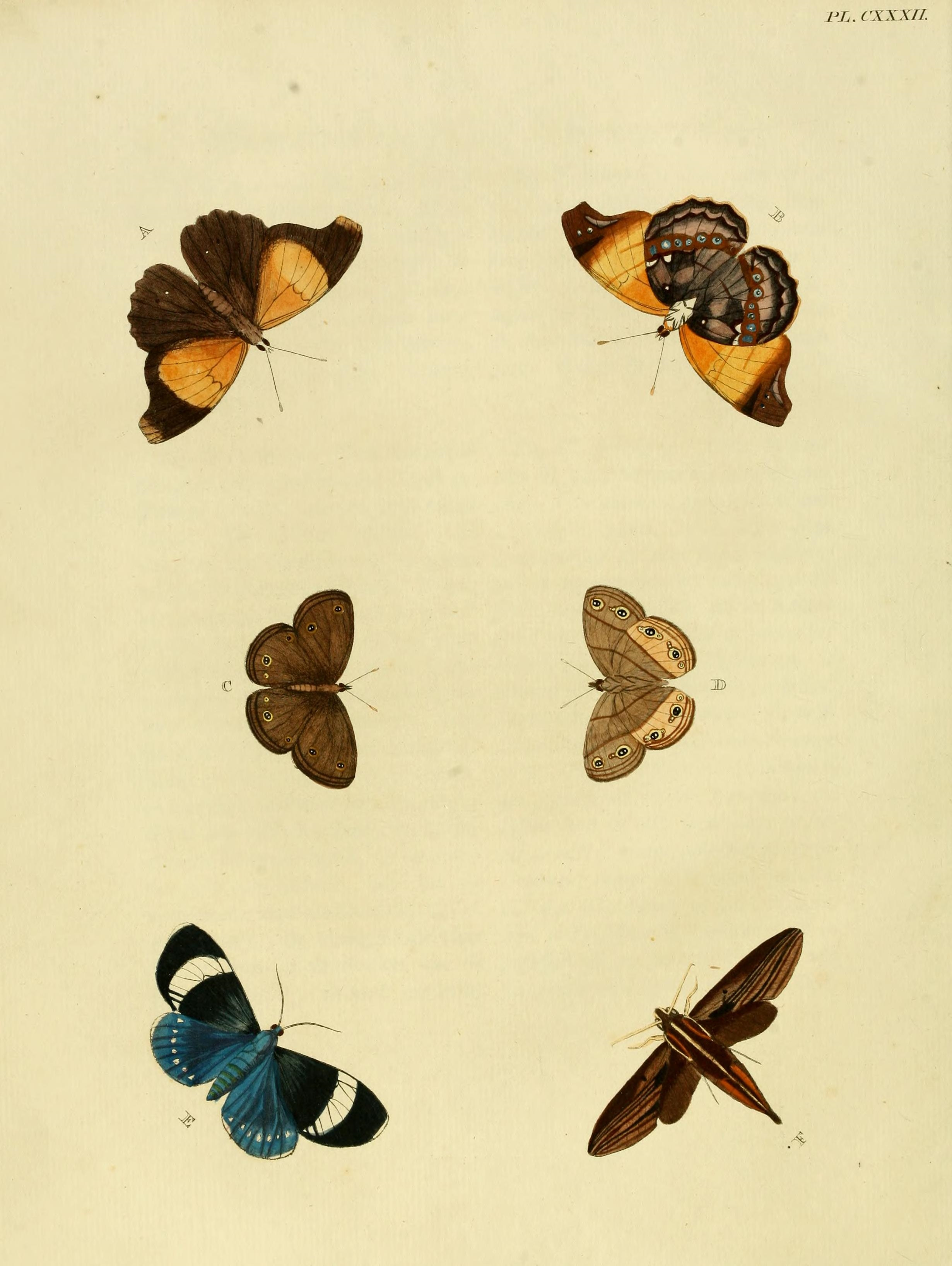
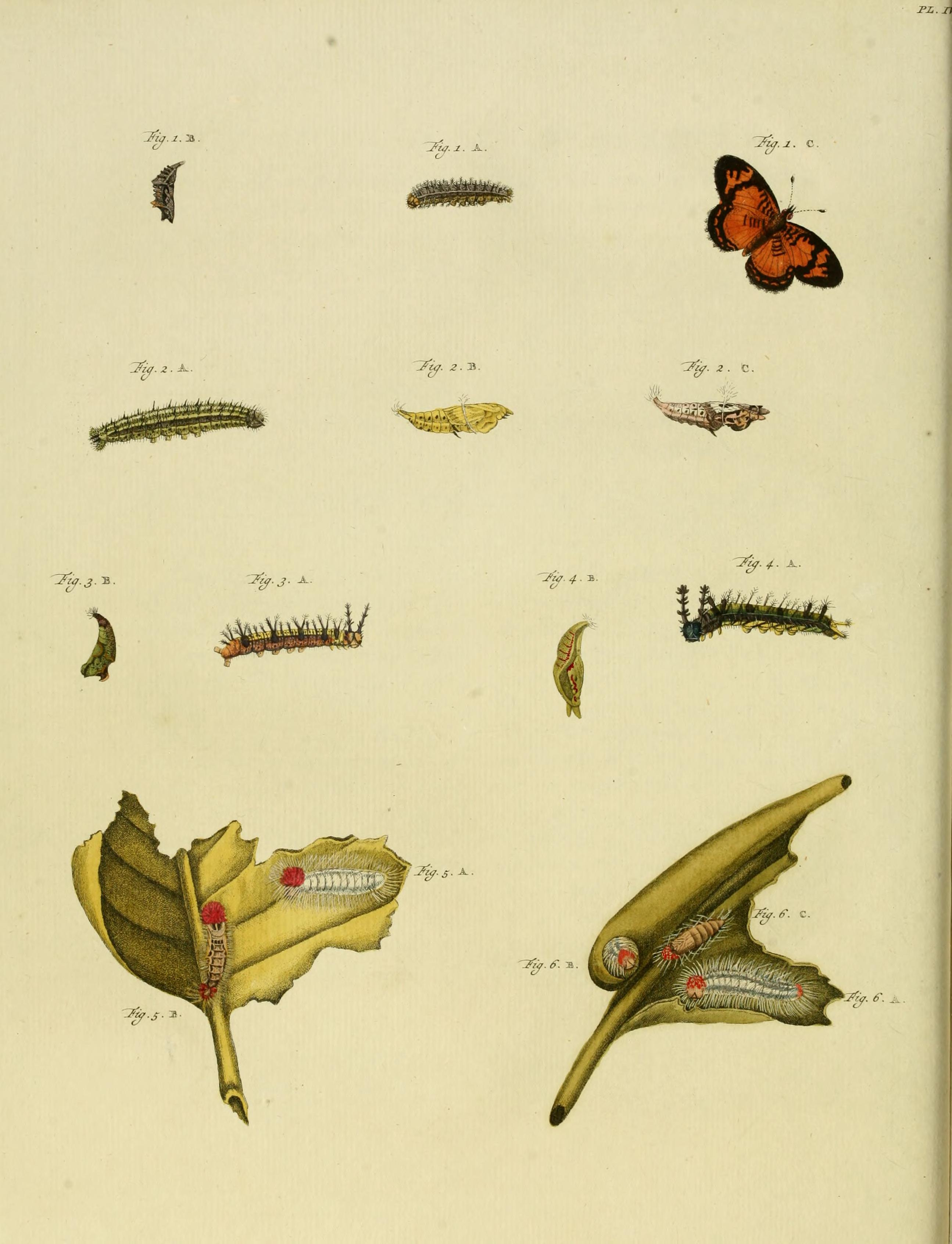
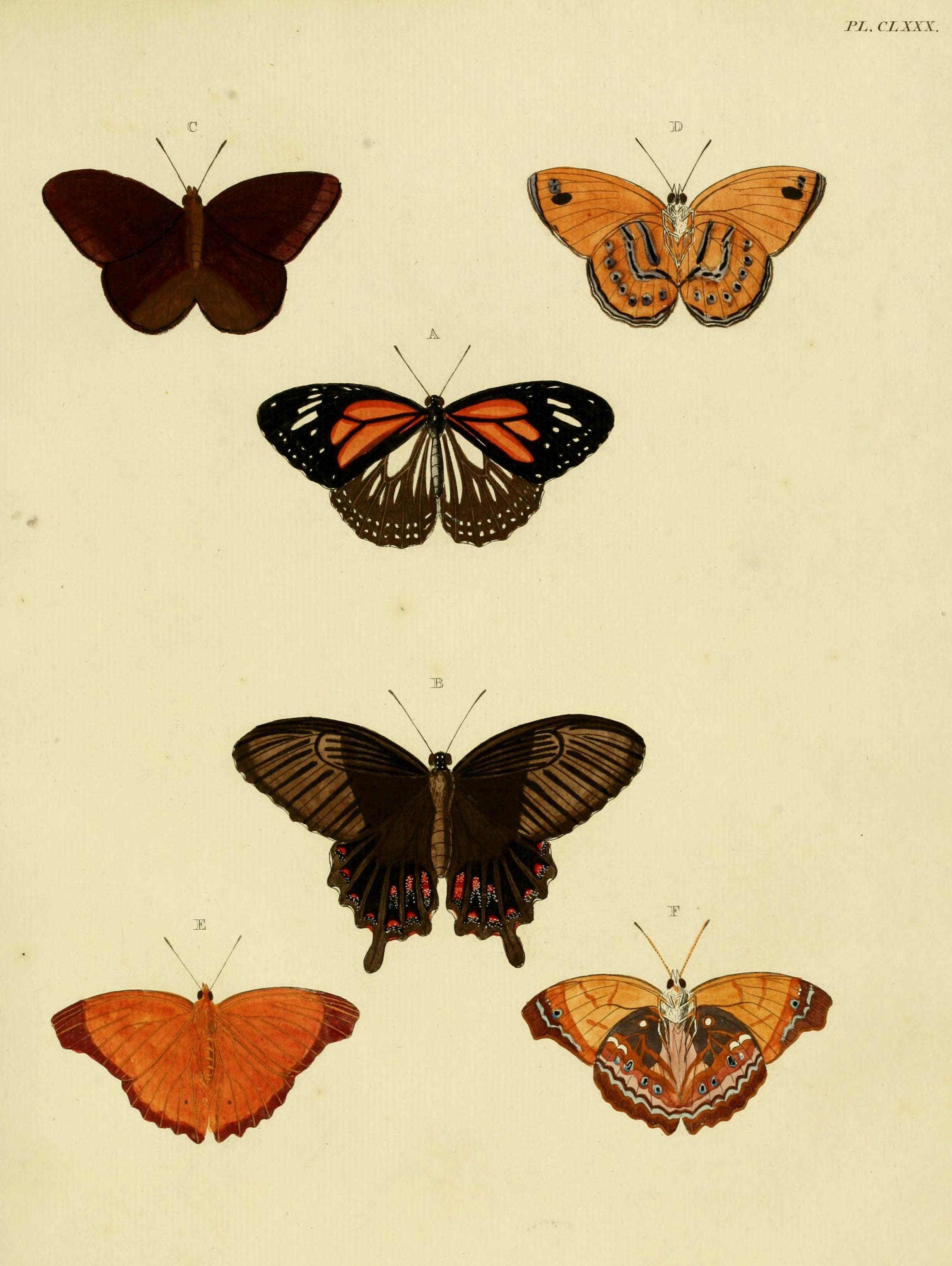
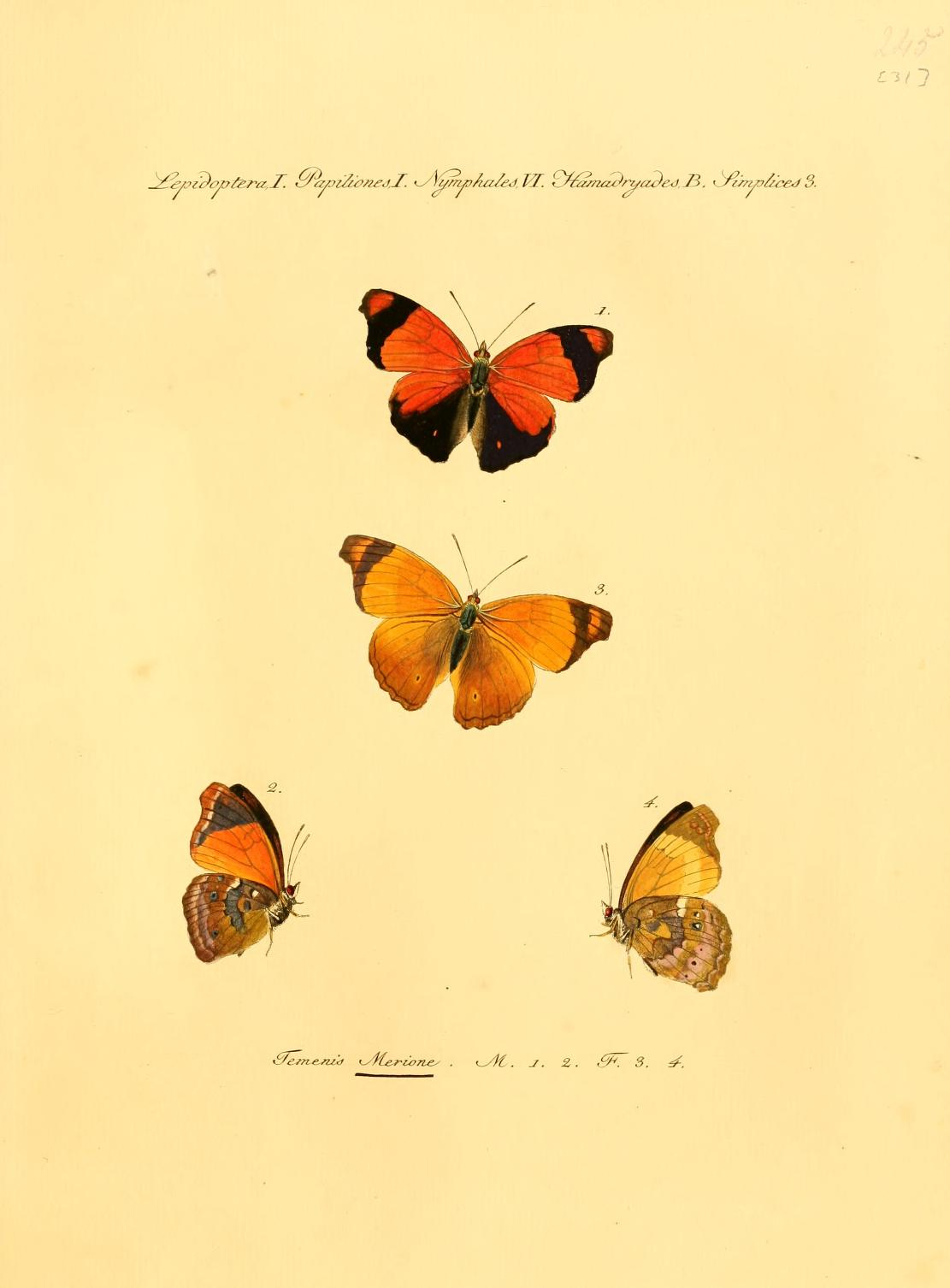